# HTC One S
Das HTC One S ist ein Smartphone von HTC, welches am 2. April 2012 veröffentlicht wurde.

## Ausstattung
Es besitzt einen 1,5 Gigahertz Dual-Core-Prozessor und eine 8,0 Megapixel Kamera mit Autofokus, intelligentem LED-Blitz und BSI-Sensor (für bessere Aufnahmen bei schlechten Lichtverhältnissen). Die Bildschirmdiagonale beträgt 4,3 Zoll (~10,9 cm) mit einer Bildschirmauflösung von 540 × 960 Pixeln. Das Betriebssystem ist Android, mit der Benutzeroberfläche HTC Sense 4.1.
Das One S besitzt eine 8-Megapixel-Kamera mit intelligentem LED-Blitz und BSI-Sensor, mit der auch Videos in HD-Qualität (1080p) gemacht werden können. Eine VGA-Frontkamera (0,3 Megapixel) auf der Vorderseite des HTC One S ermöglicht Videotelefonie.

## HTC One S C2
Im Juni 2012 stellte HTC ein neueres Modell des One S mit dem Namen One S C2 vor. Es gleicht dem HTC One S bis auf den Prozessor. Während im normalen One S ein Snapdragon-S4-Prozessor von Qualcomm arbeitet, kommt im One S C2 die ältere Version dieses Prozessor, der Snapdragon S3, zum Einsatz.
Da dieser in der Entwicklung nicht so fortgeschritten wie der Snapdragon S4 ist, wurde seine Taktfrequenz auf 1,7 Gigahertz erhöht. Dennoch ist die C2-Variante in Benchmarks der C1-Variante um 15–25 Prozent unterlegen.